# Parque eólico Cupisnique
El Parque Eólico Cunispique es un parque eólico peruano ubicado en el distrito de San Pedro de Lloc capital de la provincia de Pacasmayo en el Departamento de La Libertad,el nombre del parque es adoptado por la cultura preInca desarrolada en la zona, tiene una capacidad de 80 MW de 45 aerogeneradores, perteneciente a la filial peruana Energía Eólica S.A. que pertenece a la empresa estadounidense Contour Global.